# Codici postali del Cile
I codici di avviamento postale (CAP) in Cile sono composti da 7 cifre numeriche, secondo il formato NNN-NNNN.
Sono gestiti dalle poste cilene dette Correos de Chile.
Le prime 3 cifre identificano la zona.

## Zone
- 1xx Cile del Nord (Regioni da I a IV)
- 2xx Regione V di Valparaíso
- 3xx Cile centrale (Regioni VI e VII, compresa la Provincia di Ñuble nella Regione VIII)
- 4xx Regioni VIII e IX (eccetto la Provincia di Ñuble)
- 5xx Regione X
- 6xx Cile del sud (Regioni XI e XII)
- 7xx Parte est di Santiago (Municipalità di Providencia, Las Condes, Vitacura, Lo Barnechea, Ñuñoa, La Reina, Macul e Peñalolén)
- 8xx Area metropolitana di Santiago (tutte le municipalità nella provincia di Santiago eccetto quelle sopra menzionate ed inclusa la municipalità di San Bernardo e Puente Alto).
- 9xx Resto di Santiago (Provincie di Chacabuco, Cordillera (eccetto Puente Alto), Maipo (eccetto San Bernardo), Melipilla e Talagante).